# بکتوزون
بَکْتوزون یا بِگتوزون سپهسالار خراسان و از امیران ترک در پایان روزگار سامانیان بود. ☃☃ بکتوزون، ابوالقاسم سیمجور را که با او به منازعه برخاسته بود در ربیع‌الاول سال ۳۸۸ هجری قمری شکست داد. اما از عهدهٔ سلطان محمود غزنوی که ظاهراً به‌دعوت و تحریک منصور بن نوح سامانی به‌قصد نیشابور آمده‌بود بر نیامد و از پیش او گریخت و با فائق خاصه همدست شد و امیر منصور دوم را معزول و کور کردند و بردارش عبدالملک دوم را سال ۳۸۹ هجری قمری به امارت نشاندند. در همین سال چون ایلک خان به بخارا آمد بکتوزن را نیز با سایر امرا و رجال و شاهزادگان سامانی گرفت و به اوزکند فرستاد و وی هم در حبس درگذشت.

## نام و القاب
نام وی دارای ریشهٔ ترکی و مرکب از دو جزء بَک/بِگ و توزون که جزء دوم آن در ترکی کهن، لقبی دیوانی بوده است. وی ملقب به ابوالفوارس و به‌قولی ابوالحارث بوده است و به سنان‌الدوله مشهور بود.

## زندگی
دربارهٔ زندگی او اطلاعات اندکی داریم. برای نخستین بار، ابن‌اثیر (ج ۵، ص ۳۳۳) ذیل رویدادهای ۳۵۳ هجری قمری از او نام برده است، یعنی هنگامی که بکتوزون و سَبُکتکین، حاجب معزالدولهٔ دیلمی، برای مقابله با ناصرالدوله همدانی به موصل رفتند. زمانی که معزالدوله به دنبال ناصرالدوله به نصیبین رفت، آن دو مأمور محافظت از موصل بودند. در همین زمان، ابوتَغلب، پسر ناصرالدوله، به موصل لشکر کشید، ولی بکتوزون او را از آنجا راند، اما در حملهٔ بعدیِ ناصرالدوله به موصل، بکتوزون و سبکتکین به اسارت گرفته‌شدند و همراه بقیهٔ اسیران به قلعهٔ کَواشی، در مشرق موصل، فرستاده شدند. از این پس از سرنوشت بکتوزون تا ۳۸۶، که به سامانیان می‌پیوندد، اطلاعی نیست؛ همانگونه که منابع از چگونگی راه‌یابی او به دربار سامانیان نیز آگاهی نمی‌دهند.
در این زمان، دربار سامانی دستخوش نابسامانی بود؛ زیرا نوح بن منصور هنوز نوجوان بود و امور مُلک را فائق خاصه و تاش حاجب اداره می‌کردند و همواره میان‌شان درگیری و نزاع بود و به همین مناسبت مقدمات فروپاشی خاندان سامانیان فراهم می‌شد. در این اوضاع آشفته، فائق خاصه از فرمان نوح سر باز زد و بدون موافقت او عزم ماوراءالنهر کرد. به همین مناسبت، نوح، بکتوزون حاجب را در ۳۸۶ به مقابلهٔ او فرستاد که در نزدیکی نَسَف با یکدیگر روبرو شدند؛ اما بدون درگیری و جنگ، فائق به قلمروی قراخانیان رفت. در این گیرودار، ابوعلی سیمجور که عاصی شده‌بود گرفتار و در ۳۸۷ کشته شد. در همین سال ایلک‌خانیان به بخارا یورش بردند، سبکتکین غزنوی به یاری نوح شتافت و قضیه بدون جنگ فیصله یافت و فائق حاکم سمرقند شد.
با درگذشت نوح در ۳۸۷، منصور بن نوح سامانی، که هنوز نوجوانی بیش نبود، جانشین پدر شد؛ ولی فائق امور مملکت را به دست گرفت. در همین تاریخ ایلک‌خان به سمرقند رفت و فائق خاصه به او پیوست و با سه هزار سوار به بخارا فرستاده شد؛ از این رو، منصور پایتخت را ترک کرد و با لشکریانش از جیحون گذشت. فائق نیز وارد بخارا شد، اما به منصور اعلام وفاداری کرد و او را وادار به بازگشت کرد. در همین زمان، بکتوزون، حاجب بزرگ، به سپهسالاری لشکر خراسان منصوب شد و با لقب سنان‌الدوله به نیشابور رفت، اما دیری نپایید که باز درگیری دیگری میان ابوالقاسم سیمجور با بکتوزون پیش آمد؛ بدین قرار که میان بکتوزون و فائق دشمنی دیرینه وجود داشت و فائق در نهان ابوالقاسم سیمجور را به جنگ با بکتوزون تشویق می‌کرد. بألاخره در ۳۸۸، جنگی در حوالی نیشابور میان آن دو درگرفت که به شکست و هزیمت ابوالقاسم، و نهایتاً به صلح میان آن دو انجامید. از سوی دیگر، میان بکتوزون و امیر محمود غزنوی بر سر حاکمیت نیشابور درگیری بود. امیر محمود از منصور بن نوح توقع داشت که افزون بر امارت ولایت‌های بلخ، هرات، ترمذ و بُست نیشابور را نیز به او واگذارد؛ اما امیر سامانی به این کار تن نمی‌داد. ازین‌رو محمود که امارت بکتوزون را بر این شهر تحمل نمی‌کرد به آنجا لشکر کشید. در نتیجه، بکتوزون آنجا را ترک کرد و شکایت نزد امیر سامانی برد. سپس منصور، همراه فائق خاصه از بخارا به سوی مرو رفت.
به گفتهٔ بیهقی منصور در جنگیدن با محمود تعلل می‌ورزید، سرانجام لشکریان منصور بن نوح، بدون درگیری به سرخس رفتند. لیکن این تعلل منصور، بکتوزون و فائق را نسبت به امیر سامانی بدگمان ساخت و به‌گمان اینکه منصور از امیر محمود طرفداری می‌کند او را زندانی و در ۳۸۹ کور کردند و به بخارا فرستادند و برادر جوان او، ابوالفوارس عبدالملک بن نوح، را بر تخت نشاندند. به محض اینکه ابوالقاسم سیمجور از این اوضاع آشفته آگاه شد، به بخارا لشکر کشید. امیرمحمود با شنیدن این اخبار به قصد کین‌خواهی از هرات به مرورود آمد، اما بدون درگیری، با بکتوزون به توافق رسید و قرار شد که نیشابور در اختیار بکتوزون بماند و بلخ و هرات از آنِ محمود شود. سپس محمود بازگشت، اما عده‌ای از لشکریان بکتوزون به عقب‌داران لشکر محمود حمله کردند. با شنیدن این واقعه، محمود دستور قتل آن عده را داد و به نبرد با بکتوزون و فائق شتافت و آنان را شکست داد. عبدالملک‌بن نوح و فائق به بخارا گریختند، بکتوزون به نیشابور بازگشت و ابوالقاسم سیمجور به زینهار نزد محمود رفت و سپس به قُهستان برگشت.
محمود برای اینکه بکتوزون و ابوالقاسم به یکدیگر نپیوندند، روانهٔ طوس شد. بکتوزون از بیم محمود به جرجان رفت و محمود ارسلان جاذب را به مقابلهٔ او فرستاد. در همین زمان، بکتوزون از غیبت محمود که به هرات رفته بود سود جست و به نیشابور بازگشت و به خدمت عبدالملک شتافت، اما این کار فایده‌ای نداشت، زیرا حکومت سامانی دولت مستعجل بود. در همین موقع، بکتوزون برای پرهیز از رویارویی با لشکریان امیر محمود به مرو رفت. چون اهالی، به هواداری امیر محمود، او را راه ندادند، بکتوزون شهر را غارت کرد و به بخارا بازگشت و به عبدالملک‌بن نوح و فائق پیوست و همگی به گردآوری لشکر مشغول شدند. در همین سال، فائق در گذشت و ایلک خان، ابونصر احمد بن علی، با شنیدن این خبر به بخارا رفت. او نخست از درِ دوستی با عبدالملک درآمد. بکتوزون و برخی از امیران به استقبال وی رفتند، اما او آنان را در اردوی خود بازداشت و اموالشان را مصادره کرد. ازینرو عبدالملک به‌ناچار گریخت و ایلک خان بدون برخورد با کوچک‌ترین مقاومتی در ۳۸۹ به بخارا رسید و عبدالملک را پیدا کرد و او را با خویشانش به اوزکند فرستاد و بدین‌سان دولت سامانیان فروپاشید.